# Gorno Peștene, Vrața
Gorno Peștene (în bulgară Горно Пещене) este un sat în comuna Vrața, regiunea Vrața,  Bulgaria. 

## Demografie
Componența etnică a satului Gorno Peștene
     Bulgari (98,64%)
     Nicio identificare (1,35%)
     Altele (0%)
La recensământul din 2011, populația satului Gorno Peștene era de 368 locuitori. Din punct de vedere etnic, majoritatea locuitorilor (98,64%) erau bulgari. Pentru 1,35% din locuitori nu este cunoscută apartenența etnică.